# هوا نجوين
هوا نجوين (بالإنجليزية: Hoa Nguyen)‏ (1967)؛ كاتِبة وشاعرة كندية.